# Прюитт, Стивен
Стивен Прюитт (англ. Stephen Pruitt; род. 17 апреля 1984, Сан-Антонио, Техас, США) — американский интернет-пользователь, участник Английской Википедии с ником Ser Amantio di Nicolao. Известен как автор, написавший около 35 000 статей и сделавший более 5,8 миллиона правок в Википедии на безвозмездной основе. Входит в список 25 самых влиятельных в интернете людей по версии журнала Time. 

## Биография
Стивен Прюитт родился в 1984 году в Сан-Антонио, Техас. Его родители в то время работали в Военном институте иностранных языков МО США на базе ВВС Лэкленд. Отец, Дональд Прюитт, родившийся в Ричмонде, штат Вирджиния, ветеран армии США, владеет русским, испанским, французским, немецким и итальянским языками. Мать, Алла, родилась и жила в СССР, переехала в США в 1979 году.
Стивен окончил Колледж Вильгельма и Марии. Он увлекается историей, работает по контракту в архиве службы Погранично-таможенной службы США. На 2017 год Прюитт являлся подрядчиком Службы таможенного и пограничного контроля США, где он работал с записями и информацией. В 2020 году он стал управляющим по записям в Управлении здравоохранения МО США, позже работал на подрядчика ведомства Chenega IT Enterprise Services.
Редактирование Википедии
Прюитт сделал свою первую правку в Википедии в июне 2004 года. Его первая статья была посвящена португальцу Питеру Франсиско, герою Войны за независимость США, известному как «Геракл Виргинии», который приходится Стивену «пра-пра-пра-пра-пра-пра-прадедом». Прюит создал свой текущий аккаунт в 2006 году, когда учился в колледже Вильгельма и Марии. К февралю 2019 года он внёс более трёх миллионов правок в Википедию (больше, чем любой другой редактор английской Википедии), а к февралю 2021 года — более четырёх миллионов правок. По этому показателю он превзошёл в 2015 году редактора Джастина Нэппа. В среднем в день Прюитт делает 540 правок. 3 января 2021 года он внёс миллиардную правку на странице «Death Breathing».
В январе 2019 года Прюитт стал гостем канала CBS This Morning. В интервью он рассказал о своей первой статье, посвящённой Питеру Франциско, и о стремлении помочь увеличить охват Википедией известных женщин (проект Women in Red).